# Kanton Sedan-1
Sedan-1 is een kanton van het Franse departement Moselle. Het kanton maakt deel uit van het arrondissement Sedan.

## Geschiedenis
Het kanton is op 22 maart 2015 gevormd uit een deel van de gemeente Sedan en de gemeenten van het op die dag opgeheven kanton Sedan-Ouest, met uitzondering van Saint-Menges, dat werd opgenomen in het kanton Sedan-2.
Op 1 januari 2016 fuseerden Chéhéry in het kanton Sedan-1 en Chémery-sur-Bar in het kanton Vouziers tot de commune nouvelle Chémery-Chéhéry en op 5 maart 2020 werd de gemeente in het geheel opgenomen in het kanton Vouziers.
Op 1 januari fuseerden Bosseval-et-Briancourt en Vrigne-aux-Bois, beide in het kanton Sedan-1, tot de commune nouvelle Vrigne aux Bois.

## Gemeenten
Het kanton omvat de volgende gemeenten:
- Cheveuges
- Donchery
- Noyers-Pont-Maugis
- Saint-Aignan
- Sedan (westelijk deel)
- Thelonne
- Villers-sur-Bar
- Vrigne aux Bois
- Wadelincourt